# ありがとう (いきものがかりの曲)
「ありがとう」は、いきものがかりの楽曲。自身の18作目のシングルとして、エピックレコードジャパンからCDシングル・デジタル・ダウンロードで2010年5月5日に発売された。

## 背景
2010年度上半期のNHK連続テレビ小説『ゲゲゲの女房』の主題歌として書き下ろされた。当ドラマの谷口卓敬チーフ・プロデューサーがいきものがかりのファンであったことから、企画の段階からオファーする意向を持っていたという。なお『ゲゲゲの女房』のオープニングで流れるものは、時間（尺）の関係からイントロやBメロがカットされるなど大きく編集されている。ドラマ主題歌として書き下ろされた楽曲であるため、インディーズ時代から存在する未発表曲「ありがと」とは全く別の曲である。

## リリース、パッケージ
2010年第2弾シングルで、前作「ノスタルジア」から2ヶ月ぶりに発売された。初回仕様限定盤には特典として「いきものカード019」「“ありがとう”ステッカー」が封入されており、購入者先着特典としてオリジナルCDギフトケースが配布された。
本作はいきものがかり初の1曲収録シングルとして発売され、メジャーデビュー5年目とドラマのタイトルを掛けて価格が555円（ゲ百ゲ十ゲ円）となっている。

## ミュージックビデオ
PVは横浜市中区元町のクリフサイドのポールルームで観客を相手にメンバー3人が歌・演奏している場面を中心に制作されている。振付は西田一生（西田プロジェクト）。また、この曲は通常のものとは別に3DバージョンのPV（2分）も制作されており、2010年5月8日から1週間限定で一部映画館で一般公開された。

## チャート成績
オリコンチャートでは自己最高位タイの2位を記録し、初動・累計売上ともにこれまでの最高であった「YELL/じょいふる」を上回って自己最高記録を更新した。サウンドスキャンジャパンやプラネット、ビルボードジャパンでは1位を記録している。
『ゲゲゲの女房』の大ヒットと紅白歌合戦での披露による相乗効果もあって、この曲が収録されているベストアルバム『いきものばかり〜メンバーズBESTセレクション〜』は140万枚以上を売り上げる大ヒットを記録。なお、本作もこれらの相乗効果によって翌2011年にかけてロングセラーとなり、累計売上はシングルでは初めて20万枚を突破。配信でもいきものがかりで初めて着うたフルでミリオンを突破した楽曲となった。

## 受賞
『第52回日本レコード大賞』では「YELL」から引き続き優秀作品賞を受賞した。また、PVは『MTV Video Music Aid Japan』で最優秀ポップビデオ賞を受賞し、いきものがかりがPVに関する賞を受賞するのはこれが初めてとなった。

## 受容
歌詞の内容は卒業とは特に関連性があるわけではないものの、「SAKURA」「YELL」「歩いていこう」などと同様に卒業ソングとして卒業式や卒業生を送る会で使われることがあり、2013年度の高校の音楽の教科書に合唱曲として掲載された。
2011年3月23日から開催される第83回選抜高等学校野球大会の開会式入場行進曲に選出された（連続テレビ小説の主題歌が選出されたのはこの曲が初めて）。なお、開催直前に発生した東日本大震災の影響で一時は入場行進の取りやめが決まったためお蔵入りの危機となったが、最終的には省略する形で入場行進が行なわれたため行進曲として使用された。
2012年8月19日より、『ゲゲゲの女房』の舞台となった東京都調布市の京王線調布駅にて列車接近メロディとして使用されている。いきものがかりの楽曲が駅の列車接近メロディとなるのは、2010年11月より使用されている「SAKURA」（小田急小田原線海老名駅）、「YELL」（同線本厚木駅）に続いて3曲目となる。
2017年に映画公開された『8年越しの花嫁 奇跡の実話』では、闘病中のヒロインがテレビから流れる本曲を口ずさむシーンが描かれた。

## シングル収録トラック
1. ありがとう（6:04）
  - 作詞・作曲：水野良樹 / 編曲：本間昭光
  - Strings: 交響詩篇さきっぽ絶頂ボンバーStringsグループ'92
2. ありがとう -instrumental-

## 収録アルバム
- いきものばかり〜メンバーズBESTセレクション〜（#1）
- なまものばかり〜メンバーズBEST LIVEセレクション〜（#1）
ライブツアー「いきものがかりの みなさん、こんにつあー!! 2010 〜なんでもアリーナ!!!〜」より、2010年11月に開催した横浜アリーナ公演のライブ音源が収録されている。
- バラー丼（#1）
- 超いきものばかり〜てんねん記念メンバーズBESTセレクション〜（#1）

## 演奏
ありがとう
- 吉岡聖恵：Vocal
- 水野良樹：Electric Guitar
- 山下穂尊：Acoustic Guitar
- 遠山哲朗：Acoustic Guitar&Electric Guitar
- 美久月千晴：Electric Bass
- 河村"カースケ"智康：Drums
- 佐野聡：Trombone
- 弦一徹ストリングス：Strings
- 飯田高広：Synthesist
- 本間昭光： Piano,Organ, All Other Instruments

## ライブ・パフォーマンス
2010年9月14日放送の『NHK歌謡コンサート』で『ゲゲゲの女房』ヒロインでピアニストでもある松下奈緒との初共演が実現し、番組内で松下のピアノ演奏をバックにこの曲が披露された。松下は9月16日放送の『スタジオパークからこんにちは』にゲスト出演した際にこの曲のピアノ演奏を披露したほか、紅組司会を務めた『第61回NHK紅白歌合戦』ではいきものがかりの歌唱前に前座企画としてピアノ演奏とドラマの名場面の上映が行われた。
2015年末の『第66回NHK紅白歌合戦』では、同年11月30日に93歳で他界した漫画家・水木しげるへの追悼を込めて、紅白では5年ぶりに披露。『ゲゲゲの女房』のヒロイン役だった松下奈緒も、応援ゲストとして出演した。

## カバー
- 松下奈緒（2010年9月22日発売のベストアルバム『Scene25 〜Best of Nao Matsushita』にピアノバージョンを収録）
- 岩崎良美（2011年11月2日発売のカバー・アルバム『色彩の主人公』収録）
- さくらまや（2012年12月5日発売のカバー・アルバム『まや☆カラ カラオケクイーンさくらまやと歌おう!!』収録）
- 小原孝（2013年1月23日発売の『弾き語りフォーユー BEST～ランチでピアノ』にピアノバージョンを収録[8]）
- クリス・ハート（2013年6月5日発売のカバー・アルバム『Heart Song』収録）
- 桑田佳祐（2013年のAAAイベント『昭和八十八年度!第二回ひとり紅白歌合戦』でカバー）
- ダイアナ・ガーネット（2013年11月27日発売のカバー・アルバム『COVER☆GIRL』収録）
- 松崎しげる（2015年6月10日発売のカバー・アルバム『私の歌〜リスペクト〜』収録）
- Every Little Thing（2018年3月7日、オリックス劇場・バレンタインジャンボ宝くじ抽選会 ELT特別ライブで歌唱）
- fumika（2018年11月14日発売のアルバム『COVER LIFE』収録）
- ポセイドン・石川（2019年2月4日発売のアルバム『POSEIDON TIME』収録）
- 高木さん（高橋李依）（テレビアニメ『からかい上手の高木さん2』第5話、第6話エンディングテーマ。2019年9月25日発売の『「からかい上手の高木さん2」Cover Song Collection』に収録[9]）
- 島津亜矢（2019年9月25日発売のカバー・アルバム『SINGER 6』収録）
- 岩佐美咲 （2021年10月6日発売のシングル『アキラ』初回限定盤に収録）